# Spiricoelotes pseudozonatus
Spiricoelotes pseudozonatus är en spindelart som beskrevs av Wang 2003. Spiricoelotes pseudozonatus ingår i släktet Spiricoelotes och familjen mörkerspindlar. Inga underarter finns listade i Catalogue of Life.